# В наши дни (журнал)
В наши дни —  литературно-художественный и общественно-политический журнал России, выпускавшийся в 1936—1937 годах. Орган Калининского литобъединения. Всего вышло 3 номера (№ 3-4 сдвоенный), тираж —  5000 экз.
Редколлегия —  А. Г. Гвоздев, Е. Я. Носовский.
Номера 2 и 3-4 частично посвящены памяти А. С. Пушкина. Печатались архивные изыскания о Л. Толстом, М. Салтыкове-Щедрине, В. Короленко, исследования о фольклоре карел (А. Зиновьев). Авторы журнала —  известные в 1930-е годы калининские (Б. Полевой, Е. Ларионов, Б. Виноградов, Н. Журавлёв, В. Савина, Н. Кавская, В. Виткович, И. Никольский, С. Тадэ) и малоизвестные непрофессиональные (А. Морозова, Е. Анучин —  стихи и проза об И. Сталине) тверские писатели, поэты, критики (Г. Семенов —  заметки о Пушкине, В. Кульбицкий —  очерки о Селигере).
Рубрики: Наш Пушкин, Проза, Очерк, Архив и др.